# Indietro tutta!
Indietro tutta! è stata una popolare trasmissione televisiva di Renzo Arbore e Ugo Porcelli con Alfredo Cerruti e Arnaldo Santoro, condotta da Renzo Arbore e Nino Frassica, in diretta dallo Studio 3 del Centro di produzione Rai di Via Teulada in Roma, dal lunedì al venerdì in seconda serata su Rai 2 dal 14 dicembre 1987 all'11 marzo 1988, intorno alle 22:30, prima dell'edizione della notte del TG2. Vennero prodotte 65 puntate.

## Il programma
Lo show, sotto l'apparenza di un gioco a premi dove si sfidano concorrenti del Nord e del Sud Italia, è in realtà un varietà, sebbene sui generis, con forti intenti satirici verso la televisione stessa, i suoi stereotipi ed i suoi contenuti. Arbore infatti, col suo programma, fra gag e personaggi curiosi, canzoni e finti giochi, non fa che stigmatizzare un certo tipo di televisione, che proprio negli anni ottanta aveva iniziato ad orientarsi verso un genere di intrattenimento sempre più commerciale e di basso livello culturale, fra salotti televisivi sempre più frivoli, ragazze sempre più svestite, e giochi a premi sempre più banali che distribuivano milioni a pioggia.
Tra gli elementi satirici, oltre alle scenografie ed ai costumi volutamente ed esageratamente sfarzosi e grotteschi, spiccano ad esempio le circa venti Ragazze Coccodè, che ballano vestite con costumi da galline, antesignane (come le coeve Ragazze fast food di Drive in e le Littorine di Odiens) delle più attuali veline e similari, o lo sponsor immaginario della trasmissione, il Cacao Meravigliao.
Memorabili alcune gag che hanno alimentato autentici tormentoni: "Volante uno a Volante due" (le voci di due poliziotti, l'agente Frontoni della Volante 1 e l'agente Frangipane della Volante 2 - alias Alfredo Cerruti ed Arnaldo Santoro, coautori del programma - che per un contatto "entravano" in onda durante la lettura del regolamento); "chiamo io ... chiama lei" (la voce del prof. Pisapia - ancora Alfredo Cerruti - rinchiuso sotto la tolda della nave a guardare la TV, che chiosava con Arbore); "manaccia!" (l'espressione di dispiacere con cui Frassica sottolineava la risposta sbagliata da parte di un concorrente). Si ricordano anche gli sketch di Mario Marenco, ovvero il piccolo Riccardino, Michele Foresta, più noto successivamente come Mago Forest, un esordiente Francesco Paolantoni nei panni di Cupido, il "gonghista" Fulvio Falzarano e tra le vallette del programma figuravano anche una giovanissima Maria Grazia Cucinotta e Feliciana Iaccio, entrambe nel ruolo di guardiane della cella di Pisapia, oltre alla Miss Sud Nina Soldano e alla Miss Nord Adriana Alves de Oliveira.

Da sinistra: i conduttori Nino Frassica e Renzo Arbore

Nino Frassica, il "Bravo presentatore", rivelò tempo dopo in un'intervista che la maggior parte del programma era basata sull'improvvisazione: fungeva allo scopo la sostanziale assenza della "soglia" tra scena e retroscena, poiché Renzo Arbore oltre che conduttore era anche regista (servendosi allo scopo di una piccola consolle audiovisiva posizionata presso la sua postazione) e dialogava con Frassica dandogli esplicite indicazioni su come portare avanti la puntata (ad esempio chiamando lo spot o le sigle di testa e coda); di fatto pertanto la trasmissione rassomigliava a una "prova generale" precedente allo spettacolo "propriamente detto".
Trattandosi di un programma parodistico nei confronti di tante trasmissioni della televisione commerciale, numerosi sono gli elementi di auto-referenzialità televisiva: oltre allo sponsor immaginario (le puntate di Indietro tutta! non erano interrotte da nessuno spazio pubblicitario o telepromozionale) vi erano elementi come la finta ruota della fortuna, i balletti ed i corpi di ballo, tutti chiaramente riferiti a programmi più o meno noti trasmessi all'epoca dalle altre reti televisive.
Renzo Arbore appare in uniforme da ufficiale di marina, enfatizzando il concetto di conduttore come conduttore televisivo /capitano al comando di una nave: il debito è in questo caso netto nei confronti di altre trasmissioni cult degli anni ottanta, in primis in Colpo grosso.

Da sinistra: Miss Sud, alias Nina Soldano, e il piccolo Riccardino, interpretato da Mario Marenco.

Il programma diviene in breve tempo un cult, così come il suo illustre predecessore Quelli della notte. Alcune battute dei protagonisti divengono dei veri e propri tormentoni, così come le varie canzoni eseguite in diretta: Sì, la vita è tutt'un quiz (sigla di apertura), Vengo dopo il tiggì (sigla di chiusura), Pirulì e Cacao Meravigliao. Quest'ultima finta sponsorizzazione prevedeva un balletto delle ragazze Cacao Meravigliao (di cui solo una era veramente brasiliana) sulle note di un jingle facilmente orecchiabile, con musicalità dai toni esotici cantato da una giovanissima Paola Cortellesi.
Gli elementi di autoreferenzialità al mondo della televisione commerciale e/o della neotelevisione sono chiaramente presenti anche nelle due sigle di testa e di coda. In entrambe si accenna alla ritualità della visione della TV nelle famiglie italiane e al fatto che il piccolo schermo non solo detta l'organizzazione del tempo nella società, ma influenza anche i rapporti interpersonali e costruisce l'immaginario collettivo.
La trasmissione originariamente doveva andare in onda alle 23.10, come Quelli della notte, ma fu lo stesso Renzo Arbore a chiedere che venisse anticipata alle 22.30, così da andare in onda prima del telegiornale: non a caso la sigla di chiusura della trasmissione, scritta dallo stesso Arbore con Claudio Mattone e intitolata Vengo dopo il tiggì, parlava di una famiglia in cui la moglie si coricava al termine di Indietro tutta! mentre il marito aspettava di vedere il telegiornale prima di raggiungere la consorte.
Sono intervenuti come ospiti speciali della trasmissione: Peter Van Wood (31 dicembre), Massimo Troisi (8 gennaio), Ruggero Orlando (12 febbraio), Little Tony (16 febbraio), Maurizio Costanzo (17 febbraio), Nilla Pizzi (26 febbraio), Franco Franchi e Ciccio Ingrassia (2 marzo), Lee Ross (3 marzo), Paolo Villaggio (9 marzo). Massimo Troisi ha preso parte a diverse puntate nelle vesti di un personaggio telefonico di nome Eugenio.

## Indietro tutta! 30 e l'ode
La trasmissione venne celebrata nel 2017 con due puntate speciali intitolate "Indietro tutta! 30 e l'ode" condotte da Arbore e Frassica con Andrea Delogu.

## Il Cacao Meravigliao
(Il jingle che presentava il finto sponsor della trasmissione)

Il fittizio sponsor Cacao Meravigliao

Nonostante fosse stato più volte ripetuto che il prodotto era di fantasia, per lungo tempo nei supermercati e nelle drogherie la gente chiese di acquistare il Cacao Meravigliao che, in base alle descrizioni che ne venivano date all'interno del programma, era disponibile in numerose versioni (tre erano quelle indicate nella canzone: "Delicasao", "Spregiudicao" e "Depressao"), chiaramente ispirate a stati d'animo. In una puntata, Nino Frassica in una gag rese anche noto il fantomatico luogo di produzione: Modena.
Si trattò, fra l'altro, di una dimostrazione alquanto emblematica del potere, a volte involontario, della televisione sul pubblico: si trattava infatti di un prodotto chiaramente inesistente, reclamizzato per finta in una trasmissione dichiaratamente satirica, ma ciò nonostante la ripetizione a "tormentone" del finto spot pubblicitario aveva finito per produrre ugualmente il suo effetto sul pubblico, come una vera pubblicità.
Vi fu anche una lunga querelle giudiziaria, a causa della registrazione del marchio "Cacao meravigliao", tra la Rai ed un imprenditore.
Durante il momento dello sponsor all'interno del programma, si svolgeva un balletto da parte di un gruppo di ragazze di colore (che prendeva lo stesso nome del prodotto), composto da Marcia Sedoc, Amina Fofana, Linda Udiny, Thel Montenegro, Elsbert Sarmy. La canzone tema era invece cantata da un'appena quattordicenne ed allora ancora sconosciuta Paola Cortellesi.

## Cast
- Renzo Arbore: Ammiraglio

Le Ragazze Coccodè

- Nino Frassica: Il Bravo Presentatore
- Mario Marenco: Riccardino
- Alfredo Cerruti: Professor Pisapia/Agente Frontoni Volante 1/Gennaro Gennaro
- Arnaldo Santoro: Agente Frangipane Volante 2
- Nando Murolo: Il notaio
- Nicoletta Della Corte: La Valletta
- Nina Soldano: Miss Sud
- Adriana Alves de Oliveira: Miss Nord
- Marcia Sedoc: Ragazza Cacao Meravigliao
- Feliciana Iaccio: Guardiana
- Maria Grazia Cucinotta: Guardiana
- Priscilla Antonucci: Ragazza Coccodè
- Gina Cacchione: Ragazza Coccodè
- Franco Caracciolo: Ragazza Coccodè
- Silvia Conti: Ragazza Coccodè (fino a febbraio 1988)[6]
- Antonietta Di Vizia: Ragazza Coccodè
- Patrizia Focardi: Ragazza Coccodè
- Emanuela Fuin: Ragazza Coccodè
- Elvira Giannini: Ragazza Coccodè
- Alessandra Izzo: Ragazza Coccodè
- Maria Paola Messina: Ragazza Coccodè
- Anne May Montonen: Ragazza Coccodè
- Fabiola Moroni: Ragazza Coccodè
- Luciana Ottaviani: Ragazza Coccodè
- Luana Ravegnini: Ragazza Coccodè
- Daniela Salento: Ragazza Coccodè
- Gloria Scotti: Ragazza Coccodè
- Gloria Sirabella: Ragazza Coccodè
- Monica Zanchi: Ragazza Coccodè
- Rossella Zito: Ragazza Coccodè
- Francesco Paolantoni: Cupido
- Fulvio Falzarano: Gonghista
- Mago Forest: Se stesso
- Stefano Antonucci: L'uomo che telefonava da casa, celebre per il motto Mannaggia alla sbomballata sderenata sbullonata!
- Cesare Gigli : Edgardo Ferri
- Giovanni Rebecchini: Quiz, il Pensatore
- Daniela Conti: La moglie del Bravo Presentatore e concorrente del quiz telefonico[7].